# Rupan Sansei - THE SHOOTING
Rupan Sansei - THE SHOOTING (ルパン三世 THE SHOOTING?) è un videogioco sparatutto giapponese basato su Lupin III di Monkey Punch. È stato prodotto nel 2001 da Sega Wow.
Il videogioco è ispirato e riprende alcune storie e personaggi dal film Lupin III e dalla serie Le nuove avventure di Lupin III.

## Caratteristiche
Il gioco è composto in tutto da 15 livelli riguardanti inseguimenti in auto e sparatorie. Il giocatore uno è il ladro nipponico Lupin III, mentre il giocatore 2 è il suo socio Daisuke Jigen.

## Doppiaggio
| Personaggio               | Doppiatore        |
| ------------------------- | ----------------- |
| Arsenio Lupin III         | Yasuo Yamada      |
| Daisuke Jigen             | Kiyoshi Kobayashi |
| Fujiko Mine               | Eiko Masuyama     |
| Goemon Ishikawa           | Makio Inoue       |
| Ispettore Koichi Zenigata | Gorō Naya         |
| Mamoo                     | Akira Nishimura   |

Nonostante Yasuo Yamada sia morto sei anni prima, il gioco utilizza comunque la sua voce presa dai doppiaggi del film e della serie dai quali è ispirata.